# 1936-os galiciai autonómiastatútum
Az 1936-ban egy népszavazáson elfogadott galiciai autonómiastatútum egy dokumentum volt a Spanyolország északnyugati részén található Galicia autonómiájával kapcsolatban, azonban a polgárháború kitörése miatt soha nem léphetett hatályba.

## Története
A dokumentumot már 1932-ben megszerkesztették, fő közreműködői a szöveg legnagyobb részét megíró Alexandre Bóveda, valamint Daniel Castelao és Bibiano Fernández voltak. Utóbbi elnökölt azon az 1932. december 17. és 19. között Santiago de Compostelában tartott regionális községgyűlésen, amelyen a képviselők jóváhagyták a statútum szövegét, és ő volt az elnöke a Központi Autonómiabizottságnak (Comité Central de Autonomía) is.
A tervezet érvénybe léptetéséhez azonban még egy népszavazásra is szükség volt. A jobboldal győzelme és az 1933 decemberében tartott választások eredménye azonban egészen 1936 nyaráig késleltette ezen népszavazás megrendezését. A kitűzött június 28-i dátumon a népszámlálás szerint 1 343 135 galiciai választópolgár szerepelt a névjegyzékben, az érvényes és eredményes népszavazáshoz az kellett, hogy az igen szavazatok száma elérje a jogosultak teljes számának kétharmadát, azaz a 895 423-at. Igennel való szavazásra buzdított a Népfront minden pártja és a Galiciában jelentős súllyal bíró Centrumpárt, a jobboldaliak a távolmaradás mellett kardoskodtak. (Emilio González López képviselő szerint azért, mert a jobboldali Renovación Española vezetője, José Calvo Sotelo, aki egyben a mozgalom köztársaság-ellenes jelöltje is volt, nem akart nyilvános vitákba keveredni Galiciában egy ilyen általa másodlagos jelentőségűnek vélt témában, mint az autonómia.) Végül 1 000 963-an szavaztak, ebből 993 351-en támogatták az autonómiadokumentumot, 6161-en ellenezték, míg 1451-en üres szavazólapot adtak le, így csaknem 100 000-rel meghaladták az elfogadáshoz szükséges szavazatszámot.
Július 15-én az autonómiabizottság benyújtotta a statútumtervezetet a Cortes elnökének, 17-én pedig Manuel Azaña köztársasági elnök is fogadta Bibiano Fernándezt, azonban a másnapi államcsíny és a kezdődő polgárháború megakadályozta, hogy a tervezet érvénybe lépjen.

## Tartalma
A dokumentum kimondta, hogy Galicia a köztársaság alkotmányával összhangban egy autonóm terület a spanyol államon belül, területe négy tartományból, Pontevedrából, Ourenséből, Lugóból és A Coruñából áll, de hozzászámíthatók olyan szomszédos területek is, amelyek történelmileg, kulturálisan vagy gazdaságilag összefüggnek vele. Galicián belül két hivatalos nyelv van: a spanyol mellett a galiciai is, de az ország többi részével történő hivatalos kapcsolattartás során kizárólag a spanyol használható.
Az autonóm közösséget egy Xunta de Galicia nevű kormány, egy törvényhozó testület és egy régiós elnök irányítja majd. A törvényhozó testület tagjait általános, egyenlő, közvetlen és titkos választások útján három évre választják meg az arányos képviseleti rendszernek megfelelően, a régió elnökét pedig ugyancsak népszavazás útján választják meg, de őt négy évre.